# نیل (سیگار)
نیل  (به انگلیسی: Nil) یک برند سیگار ایجاد شده در امپراتوری آلمان است؛ که توسط تنباکوی ژاپن تولید می‌شده است. این برند در سال ۱۹۰۱ پایه‌گذاری گردید.
تولید سیگارهای این برند از سال ۲۰۱۱ متوقف شده‌است.